# Walerij Charazow
Walerij Innokientjewicz Charazow (ros. Валерий Иннокентьевич Харазов, ur. 1 listopada 1918, zm. 2 sierpnia 2013 w Moskwie) – radziecki działacz partyjny.

## Życiorys
Pracował w zakładach lotniczych w Kazaniu i Moskwie, od 1944 należał do WKP(b), w 1945 zaocznie ukończył Moskiewski Instytut Lotniczy. Od 1946 był funkcjonariuszem komsomolskim i partyjnym, w latach 1955-1956 sekretarzem Komitetu Obwodowego KPK w Gurjewie (obecnie Atyrau), a w latach 1955-1961 w Pawłodarze, następnie w latach 1961-1967 pracował w KC KPZR. Od 13 kwietnia 1967 do 10 grudnia 1978 był II sekretarzem KC KPL, od 9 kwietnia 1971 do 24 lutego 1976 członkiem Centralnej Komisji Rewizyjnej KPZR, a od 5 marca 1976 do 23 lutego 1981 zastępcą członka KC KPZR. Deputowany do Rady Najwyższej ZSRR VIII i IX kadencji.